# صالح الحمادي
صالح الحمادي الروقي (1964) كاتب رياضي وصحفي سعودي من مواليد محافظة الزلفي

## تعريف
هو صالح بن علي الحمادي الأسعدي الروقي العتيبي من مواليد محافظة الزلفي-1964 وأسرته من ذرية حماد بن غانم بن محمد بن صالح بن راشد بن قراض بن أسعد بن جلهم بن طلحه بن روق. كان رئيسا لتحرير جريد الرياضية السعودية سابقا، المعنية بمجال كرة القدم العربية بصفة عامة والسعودية بصفة خاصة وقد رأس أيضا مجلة الفروسية سابقا، والناقد الرياضي حالياً في بعض وسائل الإعلام المرئية والمقروءة. ويعد من أبرز الإعلاميين الرياضيين السعوديين. يشتهر بصراحته وعفويته ودفاعة عن أقواله وأرائه والإصرار عليها. وهو من أكثر الناس اهتمامًا بمجال الفروسية وله أسطبل خاص به وبوالده. وهو حاليًا كاتب بجريدة العرب الدولية جريدة الشرق الأوسط. يعرف أن صالح خريج جامعي من قسم إدارة أعمال واقتصاد من إحدى الجامعات الأمريكية.

## تهديد بالقتل
في العام 2007 تعرض صالح الحمادي إلى تهديد من قبل أحد المشجعين المتعصبين وكان الحمادي يسير برفقة أحد أصدقائه في أحد شوارع الرياض حينما صرخ به أحد المارة بعد أن تعرف على شخصيته وهتف به منادياً يا صالح الحمادي توقف وبعد اقترابه من الحمادي طالبه بصوت مرتفع بالتوقف عن الكتابة المغرضة بحق اللاعب ماجد عبد الله. ! وواصل المشجع المتعصب حديثه الحاد اللهجة مع الحمادي وأخذ يهدده ويتوعده بالقتل إن لم يتوقف عن الكتابة عن اللاعب في مقالاته.[بحاجة لمصدر]

## احتجاج مغربي للمقال الشهير «3 نساء أخرجن الهلال»

قصاصة من المقال الشهير من جريدة الشرق الأوسط بتاريخ 26 أكتوبر 2010 العدد 11655

عبرت عدد من الصحف المغربية احتجاجها وامتعاضها الشديد من مقال الكاتب الرياضي صالح الحمادي حيث كتبت صحيفة هسبيريس المغربية تحت عنوان (كاتب سعودي: غريتس 'العزوبي' اشتاق لـ'الكسكسي' المغربي) وعنوان فرعي (الشرق الأوسط تنشر مقالا «مشينا» يسيء للمغرب). وأعتبرت الصحيفة أن ما جاء في مقال الحمادي (3 نساء أخرجن الهلال)، إساءة واضحة للمغاربة حيث قالت في نص الخبر: نشرت جريدة الشرق الأوسط مقالا لكاتب سعودي يدعى صالح الحمادي ينتقد فيه رحيل المدرب البلجيكي إيريك غيريتس لتدريب المغرب. وأضافت الصحيفة: ويعزو المسمى «صالح الحمادي» سبب رحيل مدرب الهلال إلى عزوبيته التي لا تتلاءم مع بلد محافظ فذهب إلى بلد انفتاحي بحثاً عن «الكسكسي» المغربي. وقالت أيضا: وبما أن لا علاقة لوجبة«الكسكس» المغربي بانفتاحية المجتمعات والأوطان أو محافظتها، إلا أن الحمادي اعتمد على مدلول اللفظ لكلمة «كسكسي مغربي» لا مدلول المعنى في إساءة واضحة للمغاربة. وتعليقاً على ما حدث، قال حمادي حميدوش، نجم الكرة المغربية والمدرب الوطني السابق، في اتصال هاتفي لـ«العربية.نت» إن ما كتبه الصحافي السعودي في البدء كان مجرد تحليل «فارغ» لا يرقى إلى مستوى التحليلات الرياضية التي ينبغي أن تتسم بالمنطق والجدية. وتابع أن المقال مشين ومليء بالإيحاءات السلبية التي تسيء إلى المغرب وتجرح كرامة أهله وأناسه، مردفاً أن المغرب ليس بلد فساد بل بلد حضارة وعزة ومجد، وهو أرض البطولات والإنجازات في شتى مجالات الحياة. وأفاد حميدوش أن الكثيرين من أنصار فريق الهلال السعودي أغضبهم رحيل المدرب غيريتس إلى المغرب بالرغم من علم السعوديين أن عقد هذا البلجيكي مع الاتحاد المغربي لكرة القدم يبدأ في شهر نوفمبر (تشرين الثاني). من جانبه أكد صالح الحمادي في اتصال هاتفي لـ”العربية.نت” أن ما جاء في مقاله بـ”الشرق الأوسط” أسيء تفسيره.. وأقسم بالله أنه لم يدربخلده أي إسقاط أو إساءة للشعب المغربي الشقيق.وفي تفسيره لمفردة “انفتاح” التي عنى بها المغرب، يقول الحمادي: “عنيت المعنى الصحيح وهو ما تتمتع به المغرب من ثقافة وحوار وتاريخ وحضارة وليس كما يراه بعض الخبثاء”.

## قضية اعتزال محمد الدعيع القصة الحقيقية
كشف صالح الحمادي خلال لقاء تلفزيوني عن سبب اعتزال الحارس الدولي السعودي محمد الدعيع مؤكدا أنها رغبة من اللاعب السويدي ويلهامسون وافقه عليها المدرب البلجيكي جرتيس وهو الخبر الذي كان يردده دائما الإعلامي سعود الصرامي ويؤكد أن اعتزال اللاعب محمد الدعيع لم تكن رغبة شخصية بل كانت رغبة فنية حتمت عليه التوقف عن حماية العرين الأزرق. وأبدى صالح الحمادي أن السبب الرئيسي وراء كل ذلك هو تدليل للاعب الأجنبي من المدرب وأيضا من النادي وعدم حزم الإدارة تجاه ما يحصل من اللاعبين الأجانب تجاه اعتدائهم على الصحفيين السعوديين.

## مشاركاته الإعلامية
اشتهر صالح الحمادي بالعديد من المشاركات الإعلامية الرياضية سواء كانت رياضة الفروسية أو بما يتعلق بكرة القدم الخليجية بصفة عامة وكرة القدم السعودية بصفة خاصة. ظهر الحمادي على قناة أوربت نهاية التسعينات وبداية الألفية ببرنامج المركز الرياضي فقرة الصحافة وأيضا في بعض البرامج والقنوات الإعلامية. ولعل أبرز البرامج التي شارك بها هو برنامج المجلس الشهير على قناة الدوري والكأس من خلال أحداث خليجي مسقط 2009 في سلطنة عمان وخليجي 20 في اليمن وآخرها كانت بداية السنة الجديدة من العام 2011 وهي بطولة كأس آسيا بالدوحة قطر. بدأ بالظهور على القنوات الرياضية السعودية في برنامج إرسال وبرنامج الملعب من تاريخ 18-4-2011.

## منعه من الكتابة
منع صالح الحمادي من الكتابة وكان آخر مقال كتب بعنوان «الزعامة القارية يابانية» في الشرق الأوسط. بعد كأس آسيا في الدوحة ذهب الحمادي مع عائلته إلى  الإمارات العربية المتحدة لقضاء اجازة بعد عناء البطولة ثم ورد اليه خبر الإيقاف من بعض وكالات الأنباء عن هذا الخبر واتصلوا به وقال انه سمع بذلك ولا يدري ان كان صحيحا ام لا !! ثم بعد ذلك اكد محمد الدويش في مقالته بعنوان «التاريخ يعيد نفسه» بتاريخ 18 فبراير 2011 على موقع ابوظبي الرياضية ان رئيس الهلال السعودي عبد الرحمن بن مساعد هو من يقف وراء منعه من الكتابة

## عودة إلى الكتابة دون سابق إنذار
في عدد 12 مايو 2011 من صحيفة الشرق الأوسط أي بعد غياب 3 أشهر تقريبا رجع صالح الحمادي في مقال بعنوان «تحجيم الزعيم» كأي مقال كتبه من قبل على الصحيفة. ولكن لم يوضح الأسباب الحقيقية من جهته عن أسباب المنع والذي تضع فيه جماهير الصحافة السعودية علامة استفهام بـجانب المقالة.

### تعقيب عبد الرحمن بن مساعد في موضوع منع صالح الحمادي
ردّ الأمير عبد الرحمن بن مساعد، رئيس نادي الهلال، وعبر صفحته في موقع التواصل «تويتر» على الكاتب صالح الشيحي بخصوص موضوع منع الكاتب الرياضي صالح الحمادي من الظهور التلفزيوني في القناة الرياضية السعودية وقناة لاين سبورت الرياضية وقال بالحرف الواحد: «أقسم بالله العظيم أنني لم أمنع أي إعلامي من الظهور في لاين سبورت أو الرياضية أو عن الكتابة، وأساساً ليس لي القدرة على ذلك»، ليأتي التعليق من الكاتب الشيحي: «شكراً لك يا أمير، وأنا قلتها في مقالي أنك من أكثر الرياضيين تقديراً للرأي المخالف مهما بلغت قسوته».

## وصلات خارجية
- صالح الحمادي على تويتر.
- صالح الحمادي يرد على عبد الرحمن بن مساعد على يوتيوب
- المقال الشهير 3 نساء أخرجن الهلال
- مقال صالح الحمادي يعتذر للمغاربة
- صفحة الكاتب صالح الحمادي على اليوتيوب
- مقالات الكاتب في صحيفة الشرق الأوسط